# Новософиевский сельский совет (Голопристанский район)
Новософиевский сельский совет (укр. Новософіївська сільська рада) — входит в состав
Голопристаньского района
Херсонской области
Украины.
Административный центр сельского совета находится в 
с. Новософиевка
.

## Населённые пункты совета
- с. Новософиевка
- с. Калиновка
- с. Петровка